# CHI 헬스 센터 오마하
CHI 헬스 센터 오마하(CHI Health Center Omaha)는 미국 네브래스카주 오마하에 있는 컨벤션 센터 겸 경기장이다.
2003년 오마하 시가 2억 6000만 달러를 들여 완공했다. 최초 이름은 '퀘스트 센터 오마하(Qwest Center Omaha)'였지만, 2011년 센추리링크 센터 오마하로 개칭되었다.

## 같이 보기
- 오마하 시빅 오디토리움
- 아크사벤 (아레나)